# Corps Franconia München
Das Corps Franconia München ist eine Studentenverbindung im Münchner Senioren-Convent. Das Corps ist Mitglied des Kösener Senioren-Convents-Verbands (KSCV) und steht zu Mensur und Couleur. Es vereint Studenten und Alumni aller Münchener Hochschulen.

## Couleur
Franconia hat die Farben dunkelgrün-weiß-karmesinrot mit silberner Perkussion. Dazu wird eine dunkelgrüne Studentenmütze getragen. Das Fuchsband ist dunkelgrün-weiß. Ehrenmitglieder tragen ein weiß besticktes Band.
Der Wahlspruch lautet Eintracht hält Macht. Der Wappenspruch ist Gladius ultor noster!

## Geschichte

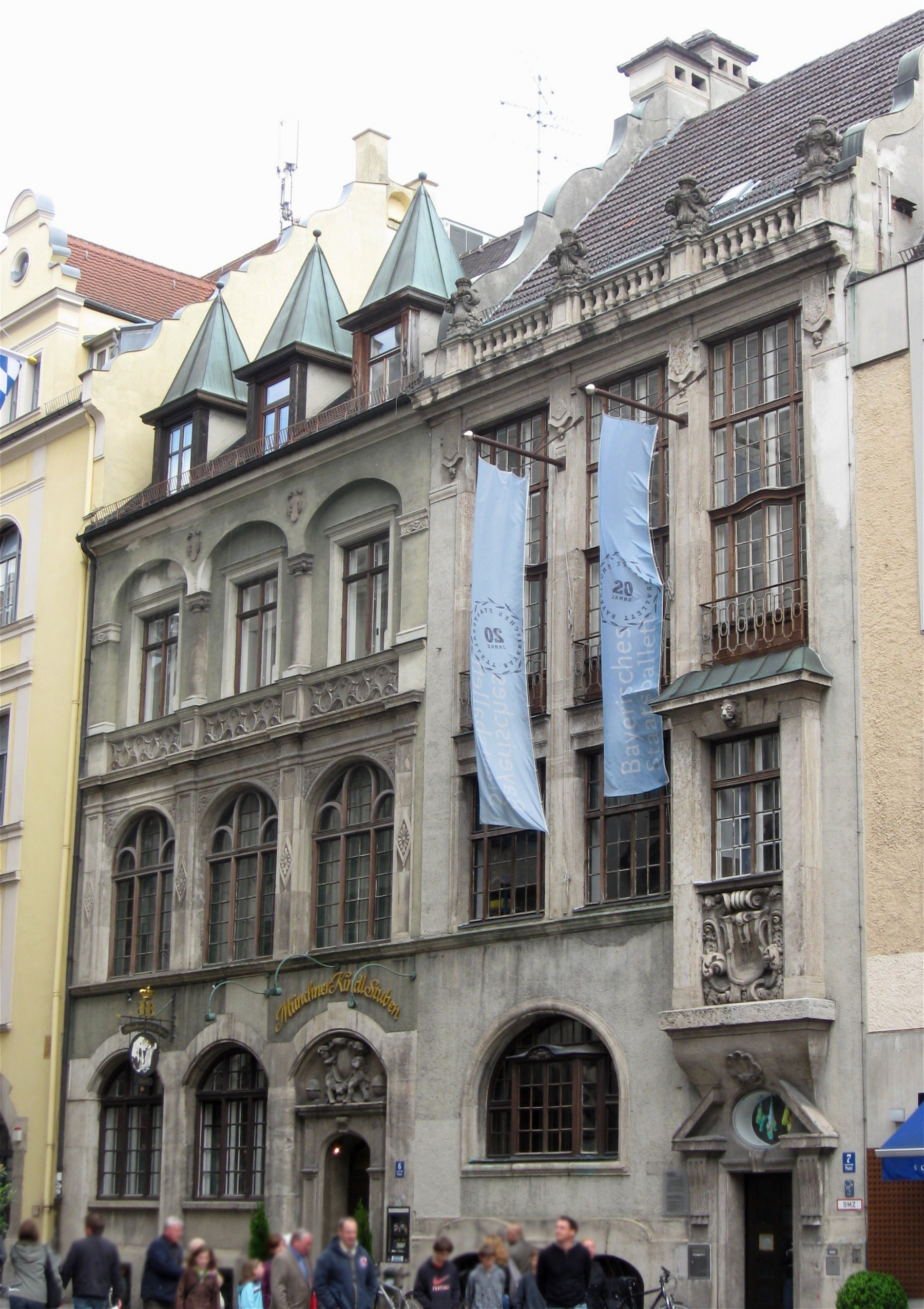
Das erste Corpshaus der Franconia am Platzl 7

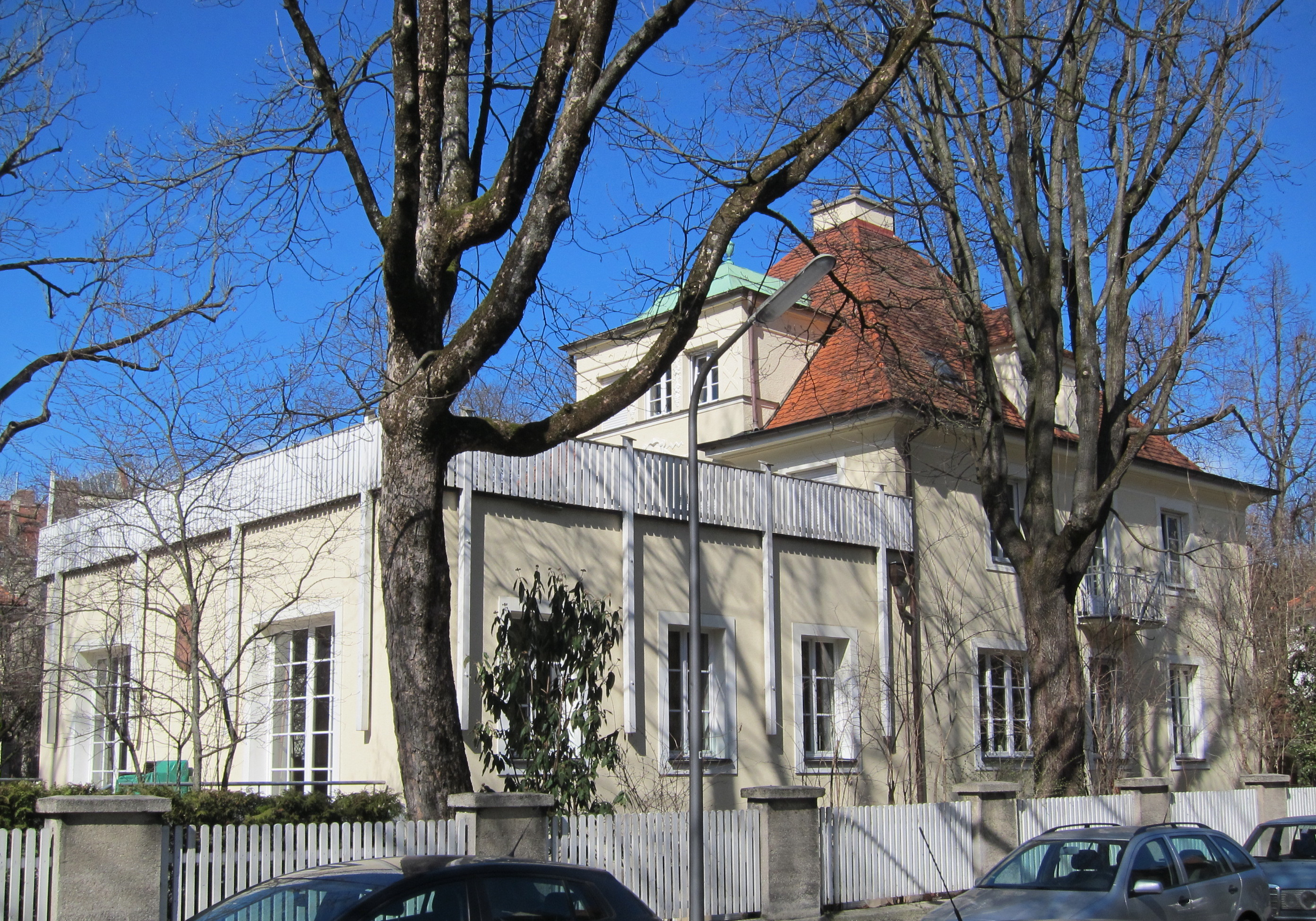
Das heutige Corpshaus in Bogenhausen

Das Corps wurde am 29. Januar 1836 als erstes Münchener Waffencorps gestiftet. Im Deutsch-Französischen Krieg war jeder fünfte Münchener Franke im Kriegseinsatz. Vier fielen.
Im Ersten Weltkrieg stellte sich das aktive Corps mit allen Mitgliedern als erste Münchener Studentenkorporation zum Kriegsdienst. 38 Münchener Franken fielen. Nach dem Krieg traten zahlreiche Franken der SC-Kompanie im Freikorps Epp bei und beteiligten sich 1920 an der Niederschlagung des Ruhraufstands.
Im September 1930 zog ein Streit zwischen dem Franken Gustav von Scanzoni und dem Münchener NSDAP-Funktionär Wilhelm von Holzschuher weite Kreise. Ein Ehrengericht des Deutschen Offiziersbundes (DOB) hatte den Streitfall der Männer für nicht aufklärbar entschieden. Scanzoni ließ Holzschuher eine Forderung überbringen, die Holzschuher unter Berufung auf die DOB-Entscheidung nicht annahm. Der Münchner Senioren-Convent erklärte darauf den Verruf über Holzschuher. Walter Buch und Baldur von Schirach verlangten in einem Schreiben die Rücknahme der Forderung und drohten mit der Presse. Franconia verlangte daraufhin von Schirach Satisfaktion, die dieser mit der Begründung verweigerte, das Corps sei für ihn nicht satisfaktionsfähig. Auch der Münchner Senioren-Convent übersandte nun eine Chargenforderung an Schirach. Der Völkische Beobachter veröffentlichte am 20. Januar 1931 eine Verruferklärung über das Corps Franconia. Schließlich schaltete sich Adolf Hitler persönlich ein und sorgte für eine Schlichtung des Streits, da er einen großen Konflikt zwischen Waffenstudenten und NSD-Studentenbund verhindern wollte. Der MSC nahm seine Forderung zurück, Schirach hingegen erschien vor einem Ehrengericht des MSC, wo er revozierte und deprezierte.
In der Zeit des Nationalsozialismus suspendierte das Corps Anfang 1936 infolge der zunehmenden Behinderung des aktiven Betriebes durch den Nationalsozialistischen Deutschen Studentenbund. Vom Sommer 1938 bis Sommersemester 1939 bestand das Corps verdeckt weiter. Im Wintersemester 1938/39 wurde der Altherrenschaft die SC-Kameradschaft „von Manteuffel“, später „von Scheubner-Richter“ (benannt nach Max Erwin von Scheubner-Richter) zugewiesen, die sukzessive korporative Züge annahm und 1940 in Würzburg auch einige Bestimmungsmensuren focht. 1944 gründeten in der Illegalität die Corps Franconia, Suevia und Cisaria den Münchener SC mit eigener Pauk- und Ehrenordnung. Im Februar 1944 fochten Franconia und Suevia in München die erste scharfe Mensur seit Auflösung der Corps 1935. Der Betrieb kam aber wieder zum Erliegen. Nach dem Krieg rekonstituierte der Corpsburschen-Convent (CC) am 21. April 1950.

## Auswärtige Beziehungen
Ab 1858 bildete sich der grüne Kreis. Für dessen Entwicklung war das Dreierkartell zwischen Franconia München, Franconia-Jena und Bremensia besonders prägend., Seit 1886 besteht das Kartell mit Franconia-Jena und Bremensia (letzteres ruht bis zum Wiedereintritt Bremensias in den Kösener Senioren-Convents-Verband; inoffiziell gab und gibt es immer wieder Begegnungen). Weiter bestanden seit den 1850er Jahren offizielle Beziehungen zu Rhenania Würzburg (1855), Hansea Bonn (1857), Tigurinia (1860), Guestphalia Berlin (1870), Pomerania (1899), Borussia Breslau (1953), Holsatia und Albertina (1953).

## Corpshäuser
1899 ließ der Philisterverein der Franconia durch das Baugeschäft Heilmann & Littmann nach Plänen des Architekten Max Littmann das Haus am Platzl 7 in München errichten und übergab es am 22./23. Juli 1900 den Aktiven zur Nutznießung. Das Gebäude mit einer Fassade aus Kirchheimer Muschelkalk umfasste neben Kneip- und Conventszimmer eine Hausmeisterwohnung, je einen Wein- und Bierkeller, eine Kegelbahn, einen Übungsfechtboden sowie einen neobarocken Festsaal mit Musiktribüne für 120 Personen. Heute ist eine Villa im Münchener Stadtteil Bogenhausen Corpshaus, nachdem die zwischenzeitlich als Corpshaus dienende Villa Hanfstaengl in der Widenmayerstraße 15 an der Isar (ab 1929) kriegsbedingt schwer beschädigt worden war.

## Mitglieder
In alphabetischer Reihenfolge
- Otto Aichel (1871–1935), Anatom und Anthropologe
- Robert Albert (1869–1952), Forstwissenschaftler
- Heinrich Auer (1828–1903), Verwaltungsjurist
- Hermann Freiherr von Barth-Harmating (1845–1876), Bergsteiger
- Ludwig Barth zu Barthenau (1839–1890), Chemiker
- Eugen von Bassus (1838–1894), Großgrundbesitzer, Landrat
- Georg Baur (1859–1898), Zoologe
- Michael Berger (1944–2002), Diabetologe
- Richard von Bibra (1862–1909), Verwaltungsjurist
- Eduard Böhmer (1829–1872), Richter, MdHdA, MdR
- Albert Boehringer (1861–1939), deutscher Chemie- und Pharmaunternehmer
- Ludwig Borger (1831–1877), Unternehmer und Politiker
- Otto von Brentano di Tremezzo (1855–1927), deutscher Politiker
- Heinrich Brüning (1836–1920), niedersächsischer Kommunalpolitiker
- Adolf Buchenberger (1848–1904), Badischer Finanzminister
- Ludwig von Bürkel (1877–1946), Kunsthistoriker
- Rudolf Freiherr von Buol-Berenberg (1842–1902), Politiker, Präsident des Reichstages
- Karl Alexander von Burchtorff (1822–1894), Regierungspräsident in Oberfranken
- Richard Camenisch (1837–1904), Schweizer Anwalt und Politiker
- Ernst von Delius (1912–1937), Rennfahrer
- Johann Baptist Demuth (1844–1918), Mediziner und Ernährungswissenschaftler
- Hermann Dietz (1842–1920), Reichsgerichtsrat
- Hans Dyckerhoff (1899–1969), Industrieller
- Walter Dyckerhoff (1897–1977), Industrieller, Erfinder des Weißzements
- Wilhelm Dyckerhoff (1868–1956), Landrat in Aurich, Vizeregierungspräsident des Regierungsbezirks Aurich, Mitglied des Hannoverschen Provinziallandtags und des Preußischen Staatsrats
- Hieronymus Ehrensberger (1813–1873), Bezirksamtmann
- Otto Ehrensberger (1887–1968), Landrat, Ministerialbeamter und Richter
- Günther Flindt (1910–1997), Staatssekretär im niedersächsischen Kultusministerium
- Richard von Foregger (Politiker) (1842–1916), österreichischer Rechtsanwalt
- Richard von Foregger (Chemiker) (1872–1960), österreichisch-US-amerikanischer Industrieller, olympischer Schwimmer
- Paul Fraiße (1851–1909), Zoologe
- Eugen von Frauenholz (1882–1949), Offizier und Historiker
- Georg Fritz (1865–1944), Kolonialbeamter, Publizist
- Hermann von Gaisberg-Helfenberg (1860–1924), Forstbeamter und Politiker
- Friedrich von Gaisberg-Schöckingen (1857–1932), Gutsbesitzer und Politiker
- Paul Geister (1874–1950), Jurist und Senator der Hansestadt Lübeck
- Carl Gerster (1813–1892), Arzt, Homöopath, Mitbegründer des Corps und des Deutschen Sängerbundes
- Franz Carl Gerster (1853–1929), Arzt, Psychotherapeut
- Josef Giessen (1858–1944), bayerischer Politiker
- Georg Gravenhorst (1883–1967), Ministerialrat, Senatspräsident im Reichsversicherungsamt, Direktor der Großhandels- und Lagerei-Berufsgenossenschaft
- Ludwig Groß (1825–1894), Arzt, MdR
- Richard Gscheidlen (1842–1889), Physiologe
- Karl Haenlein (1837–1896), Verwaltungsjurist
- Karl-Ulrich Hagelberg (1909–2004), Ministerialbeamter, Abgeordneter zum Niedersächsischen Landtag
- Leopold von Hassell (1843–1913), Präsident des OLG Kassel
- Karl Haushofer (1839–1895), Mineraloge, Mitbegründer des Deutschen Alpenvereins
- Claus-Dieter Heidecke (* 1954), Chirurg in Greifswald
- Friedrich von Heimburg (1859–1935), Landrat in Biedenkopf und Wiesbaden, Polizeipräsident von Wiesbaden, MdHdA
- Karl Hepp (1889–1970), Politiker
- Kurt Hering (1880–1969), Maschinen- und Apparatefabrikant
- Kurt von der Heyden-Rynsch (1867–1916), Landrat in Dortmund
- Gustav Hohenadl (1816–1879), Stifter und Ehrenmitglied des Corps, Präsident des OLG Augsburg, Mitglied der Bayerischen Abgeordnetenkammer
- Hans Ritter von Hopfen (1835–1904), bayerischer Schriftsteller
- Carl Bernhard von Ibell (1847–1924), Oberbürgermeister von Wiesbaden, MdHH
- Carl Jacob, (1818–1895), Arzt, Autor, Präsident des Pfälzischen Landraths, Gründer des Pfälzischen Protestantenvereins
- Lukas Jäger (1811–1874), Publizist und Politiker
- Roland Köster (1883–1935), Diplomat
- Karl Kopp (1855–1912), Dermatologe, Hochschullehrer in München
- Gustav von Künßberg (1826–1895), Verwaltungsjurist
- Fritz von Langen (1860–1929), Unternehmer und Gutsbesitzer
- Karl von Lotzbeck (1832–1907), Generalstabsarzt der Bayerischen Armee
- Berndt Lüderitz (1940–2021), Kardiologe
- Hugo Ritter und Edler von Maffei (1836–1921), Bankier und Industrieller
- Otto Mannesmann (1874–1916), Physiker, Ingenieur, Erfinder und Agent
- Josef Massenez (1839–1923), Industrieller
- Ludwig von Mellinger (1849–1929), Baumeister
- Paul Melot de Beauregard (* 1973), Jurist
- Hans von Meyenburg (1887–1971), Schweizer Pathologe, Rektor der Universität Zürich
- Ernst Meyer (1908–1972), Versicherungsjurist, Vorstand der Allianz-Versicherungs-AG
- Emmerich von Moers (1825–1889), Verwaltungsjurist und Kommunalbeamter in der Bayerischen Pfalz
- Paul Moor (1924–2010), Fotograf und Musikkritiker
- Wilhelm Müller (1832–1909), Pathologe
- Ludwig Munzinger junior (1921–2012), Verleger
- Johannes von Muralt (1877–1947), schweizerischer Jurist und Präsident des Schweizerischen Roten Kreuzes
- Dieter Murmann (1934–2021), Unternehmer und Politiker
- Philipp Murmann (* 1964), Unternehmer und Politiker, Mitglied des Deutschen Bundestages
- Eduard Nortz (1868–1939), bayerischer Beamter
- Norbert H. Quack (* 1947), Rechtsanwalt
- Anton Freiherr von Perfall (1853–1912), bayerischer Heimat- und Jagdschriftsteller
- Karl Pistor (1882–1941), Konsularbeamter und Gesandter
- Franz Albert von Planta-Zuoz (1838–1908), Schweizer Unternehmer und Politiker
- Otto Polysius (1863–1933), Ingenieur und Industrieller
- Georg Theodor Pschorr (1865–1949), Brauereibesitzer und Gutsbesitzer
- Joseph Pschorr (1867–1942), Brauereibesitzer
- Robert Pschorr (1868–1930), Chemiker
- Walter Raechl (1902–1934), Geograph und Alpinist
- Oskar Freiherr von Redwitz (1823–1891), Dichter
- Eugen Reichenbach (1840–1926), Landschaftsmaler
- Richard Reinhard (1846–1920), badischer Oberamtmann, Landeskommissär und Staatsrat, Stimmführendes Mitglied des badischen Staatsministeriums und Mitglied der Ersten Kammer der Badischen Ständeversammlung
- Ludwig Graf zu Reventlow (1864–1906), Gutsbesitzer, MdR
- Ferdinand Riedinger (1844–1918), Chirurg, Ordinarius in Würzburg
- Friedrich Roder (1834–1902), Verwaltungsjurist
- Gideon von Rudhart (1833–1898), bayerischer Diplomat
- Gustav Scanzoni von Lichtenfels (1885–1977), Rechtsanwalt, Justitiar und Manager
- Friedrich von Schauß (1832–1893), Bankier und Politiker
- Franz Paul Scheiber (1853–1921), Verwaltungsjurist
- Anton Schifferer (1871–1943), Politiker, Mitglied des Preußischen Staatsrats
- Ludwig Schiller (1882–1961), Professor für Physik
- August Schmid (1869–1947), Ministerialbeamter, Vertriebenenfunktionär, Präsident des Deutschen Ostbundes e. V.
- Paul von Schmid (1842–1928), Bankier in Augsburg
- Karl Gerhard Schmidt (* 1935), Bankier und Kunstmäzen
- Reiner Schmidt (1936–2025), deutscher Jurist
- Wilhelm Schmidt (1892–1958), Bankier, geschäftsführender Gesellschafter der Schmidtbank
- Kurt Schmitt (1886–1950), Wirtschaftsführer und Reichswirtschaftsminister
- Maximilian Schuler (1882–1972), Ingenieur, Maschinenbauer
- Hans Seel (1898–1961), Pharmakologe und Toxikologe
- Georg von Seybold (1832–1900), Kunstmaler
- Gustav Simon (1878–1962), Landrat in Heiligenbeil, Verwaltungsgerichtsdirektor in Königsberg
- Veit Solbrig (1843–1915), Generalarzt
- Erich Sondermann (1888–1959), Bankier
- Carl Detmar Stahlknecht (1870–1946), Jurist und Politiker
- Carl Stein (1908–2003), Diplomat, 1958–1961 Botschafter in Ghana
- Hermann Stieve (1886–1952), Anatom, Mitglied des Nobel-Komitees
- Oskar von Stobäus (1830–1914), Politiker und Bürgermeister
- Rainer Storb (* 1935), Hämatologe in Seattle
- Johann Nepomuk Streibl (1830–1914), Verwaltungsjurist
- Christoph Stumpf (* 1972), Rechtswissenschaftler
- Adolf Ufer (1863–1939), Verwaltungsjurist
- Hermann Uhde-Bernays (1873–1965), Germanist und Kunsthistoriker
- Henry Villard (1835–1900), amerikanischer Eisenbahnkönig und Schwiegersohn von Abolitionist William Lloyd Garrison
- Alfred Vogel (1829–1890), Pädiater
- Carl von Voit (1831–1908), Physiologe
- Alfred Freiherr von Waldenfels (1845–1910), Verwaltungsjurist, Bezirksamtmann in Bad Brückenau
- Georg Freiherr von Waldenfels (* 1944), bayerischer Politiker, Manager und Sportfunktionär
- Ludwig von Windheim (1857–1935), Oberpräsident in den Provinzen Hessen-Nassau, Ostpreußen und Hannover
- Franz A. Wirtz (1932–2017), Chemiker, Geschäftsführender Vorstand der Grünenthal GmbH
- Friedrich Wilhelm 2. Fürst zu Ysenburg und Büdingen (1850–1933), Standesherr
- Ernst-Eberhard Weinhold (1920–2013), Ärztefunktionär
- Albert Zapf (1870–1940), Jurist, Politiker und Industrieller
- Adolf Zapp (1869–1941), Unternehmer
- Ferdinand Zenetti (1839–1902), Apotheker, Bürgermeister und Ehrenbürger von Lauingen (Donau)
- Max Graf von Zeppelin (1856–1897), Zoologe
- Guido Ziersch (1903–1968), Textilindustrieller
- Johannes Zwick (* 1955), Unternehmer
- Ludwig Graf zu Reventlow (1824–1893), Landrat in Husum